# Sitio de reseñas
Un sitio de reseñas es un sitio web en el que se pueden publicar reseñas sobre personas, empresas, productos o servicios. Estos sitios pueden utilizar técnicas de la Web 2.0 para recopilar comentarios de los usuarios del sitio o pueden emplear a escritores profesionales para que escriban reseñas sobre el tema de interés para el sitio. Los sitios de revisión incluyeron primero ConsumerDemocracy.com que introdujo las clasificaciones de utilidad, luego Epinions.com y Amazon.com.

## Modelos de negocio
Los sitios de revisión son generalmente apoyados por publicidad. Algunos sitios de revisión de negocios también pueden permitir que las empresas paguen por listados mejorados, los cuales no afectan las revisiones y calificaciones. Los sitios de reseñas de productos pueden estar respaldados por enlaces de afiliados a los sitios web que venden los artículos reseñados.
Con la creciente popularidad de los programas de afiliados en Internet, un nuevo tipo de sitio de revisión ha surgido - el sitio de revisión de productos de afiliados. Este tipo de sitio es usualmente diseñado y escrito profesionalmente para maximizar las conversiones, y es utilizado por los vendedores de comercio electrónico. A menudo se basa en una plataforma de blog como WordPress, tiene una página de privacidad y contacto para ayudar con el SEO, y tiene los comentarios y la interactividad desactivada. También tendrá un dispositivo de recolección de correo electrónico en forma de una lista desplegable para ayudar al aspirante a empresario de comercio electrónico a crear una lista de correo electrónico para comercializar.
Debido al empuje de marketing especializado de este tipo de sitios web, las críticas no son objetivas.

## Impacto
Estudios realizados por grupos de investigación independientes como Forrester Research, comScore, The Kelsey Group y la Word of Mouth Marketing Association muestran que los sitios de calificación y revisión influyen en el comportamiento de compra de los consumidores. En un estudio académico publicado en 2008, los resultados empíricos demostraron que el número de revisiones de usuarios en línea es un buen indicador de la intensidad del efecto boca a boca subyacente y aumenta la concienciación.

## Anonimato
Originalmente, las revisiones eran generalmente anónimas, y la mayoría de los sitios de revisión tienen políticas que impiden la divulgación de cualquier información de identificación sin una orden judicial. 
Los sitios de revisión actúan como foros públicos y están protegidos legalmente de la responsabilidad por el contenido por la Sección 230 de la Ley de Decencia en las Comunicaciones (CDA, por sus siglas en inglés).
Según Kurt Opsahl, abogado de la Electronic Frontier Foundation (EFF), el anonimato de los revisores es importante. "No podrías tener servicios como sitios de valoraciones o Craigslist o tablones de mensajes o comentarios de usuarios de Amazon.com o comentarios de vendedores de eBay sin él."
A partir de aproximadamente 2005, sin embargo, los consumidores se volvieron más abiertos con su identidad e información personal en los sitios de revisión. Algunos sitios como los de Yelp, Inc. animan a los consumidores a usar sus nombres reales, fotos reales y etiquetas personales.

## Crítica
La mayoría de los sitios de revisión hacen poco o ningún intento de restringir las publicaciones, o de verificar la información en las revisiones. Los críticos señalan que las críticas positivas a veces son escritas por los negocios o individuos que están siendo revisados, mientras que las críticas negativas pueden ser escritas por competidores, empleados descontentos, o cualquier persona con rencor contra el negocio que está siendo revisado. Las llamadas "empresas de gestión de la reputación" también pueden presentar comentarios falsos positivos en nombre de las empresas. En 2011, RateMDs.com y Yelp detectaron docenas de revisiones positivas de médicos, enviadas desde las mismas direcciones IP por una firma llamada Medical Justice.
Además, los estudios de metodología de investigación han demostrado que en los foros en los que la gente es capaz de publicar opiniones en público, la polarización de grupos ocurre a menudo, y el resultado son comentarios muy positivos, comentarios muy negativos y poco intermedios, lo que significa que aquellos que habrían estado en el medio se quedan callados o son arrastrados a un extremo o al otro.
Otra crítica contra los sitios que dependen de los ingresos de las empresas es que son reacios a publicar críticas negativas, ya que eso socava su modelo de negocio. Esto conduce a un conflicto de intereses.

### Respuesta a la crítica
Estudios señalan que las opiniones públicas que se dan en estos foros están condicionadas por la intención percibida por los clientes. Los consumidores pueden perdonar un problema con un servicio si piensan que no fue intencionado, pero lo castigarán si lo perciben como una estafa (escribiendo una mala reseña). Los operadores de la mayoría de los sitios de revisión reconocen que las revisiones pueden no ser objetivas y que las calificaciones pueden no ser estadísticamente válidas. Una pregunta frecuente sobre los sitios web de Ratingz Inc afirma que, aunque las calificaciones no son estadísticamente válidas, "son una lista de opiniones y deben ser juzgadas como tales. Sin embargo, a menudo recibimos correos electrónicos que indican que las calificaciones son inexplicablemente precisas, especialmente para empresas con más de 100 calificaciones".
Bob Nicholson, cofundador de Ratingz Inc, continúa diciendo que "Si obtienes información útil de los ratings, genial. Eso es lo que esperamos que ocurra. Si miras una calificación y dices:'Chico, obviamente todo esto fue escrito por el personal de la oficina de este tipo', entonces tómalo por lo que vale la pena". El fundador de HowTask.com, Arpit Gupta, se hace eco de este sentimiento y aconseja a los usuarios del sitio que "tomen el perfil de una persona con un grano de sal".
Los sitios de calificación también han establecido algoritmos para detectar patrones de revisiones falsas; fue uno de estos algoritmos el que permitió al fundador de RateMDs, John Swapceinski, detectar las revisiones falsas publicadas por Medical Justice.
En algunos casos, las autoridades gubernamentales han emprendido acciones legales contra las empresas que publican revisiones falsas. En 2009, el estado de Nueva York exigió que Lifestyle Lift, una compañía de cirugía estética, pagara una multa de $300,000.

## Ejemplos
- Angie's List
- Epinions
- Yelp, Inc.
- ConsumerAffairs.com
- Judy's Book
- Zagat
- TripAdvisor
- Glassdoor
- RateMyProfessors.com
- RateMyTeachers.com
- Trustpilot
- SiteJabber
- TestFreaks
- Facebook
- Google Maps